# (9846) 1990 OS1
A (9846) 1990 OS1 a Naprendszer kisbolygóövében található aszteroida. Henry Holt fedezte fel 1990. július 29-én.